# Прониха (Нижньогородська область)
Прониха (рос. Прониха) — присілок в Ветлузькому районі Нижньогородської області Російської Федерації.
Населення становить 23 особи. Входить до складу муніципального утворення Проновська сільрада.

## Історія
Від 2009 року входить до складу муніципального утворення Проновська сільрада.

## Населення
| 1999 | 2002 | 2010 |
| ---- | ---- | ---- |
| 64   | ↘57  | ↘23  |